# Polar Star
Die Polar Star (dt. Polarstern) war ein für Expeditionskreuzfahrten umgebauter Eisbrecher, der in Charter für die norwegische Reederei Hurtigruten ASA in den Polargebieten im Einsatz war. Das Schiff wurde mit „1A1 ICE-1A* Passenger Ship“ (entspricht „1A Super“ für extreme Eisverhältnisse, Eisdicke bis 1 m) klassifiziert.

## Geschichte
Die Polar Star wurde am 1. April 1968 bei der Werft Oy Wärtsilä Ab in Helsinki (Finnland) auf Kiel gelegt und im Oktober 1969 für die schwedische Marine unter dem Namen Njord (dt. Nord) in Dienst gestellt. Im Jahr 2000 wurde das Schiff an Karlsen Shipping verkauft und es erfolgte der Umbau für touristische Zwecke. Ab 2007 wurde es in der Sommersaison an Spitzbergen Travel, eine Tochtergesellschaft von Hurtigruten ASA, verchartert. Im Sommer 2007 erlitt das Schiff einen Maschinenschaden. Am 30. Juni 2010 lief das Schiff in Hornsund auf Grund, konnte sich jedoch aus eigener Kraft befreien. Am 31. Januar/1. Februar 2011 lief das Schiff in der Matha-Straße auf Grund. Das Schiff wurde nach Las Palmas de Gran Canaria zur Reparatur gebracht, der Eigner konnte die Reparatur aufgrund der Insolvenz nicht bezahlen. Aufgrund der Insolvenz von Karlsen Shipping setzte Hurtigruten ASA das Schiff seit der Sommersaison 2011 nicht mehr ein. Im Winter 2012 wurde das Schiff im Hafen von Palma aufgelegt. Ende 2017 es in Polar S umbenannt und 2022 verschrottet.

## Maschinenanlage und Antrieb
Die Polar Star war mit einer dieselelektrischen Antriebsanlage ausgerüstet. Die vier einfach wirkenden Neunzylinder-Zweitakt-Dieselmotoren des Typs Sulzer 9MH51 trieben Generatoren an, die das Schiff mit elektrischer Energie versorgten. Das Schiff wurde über vier Festpropeller angetrieben, von denen zwei als Zugpropeller im Bug und zwei als Schubpropeller im Heck angeordnet waren. Deren Antrieb erfolgt über Gleichstrommotoren.

## Ausstattung
Das Schiff bot in 48 Außenkabinen Platz für 100 Passagiere. Es war dem Einsatzzweck entsprechend funktional ausgestattet und verfügte neben einem großen Panorama-Salon, der auch als Vortragssaal genutzt wurde, über eine Bibliothek sowie über einfache gastronomische Einrichtungen und einen Fitnessraum. Für Anlandungen und Exkursionen war das Schiff mit zehn Schlauchbooten ausgestattet.
Bis auf wenige Ausnahmen war die Kommandobrücke jederzeit für Passagiere zugänglich (sog. „Open Bridge Policy“).

## Galerie

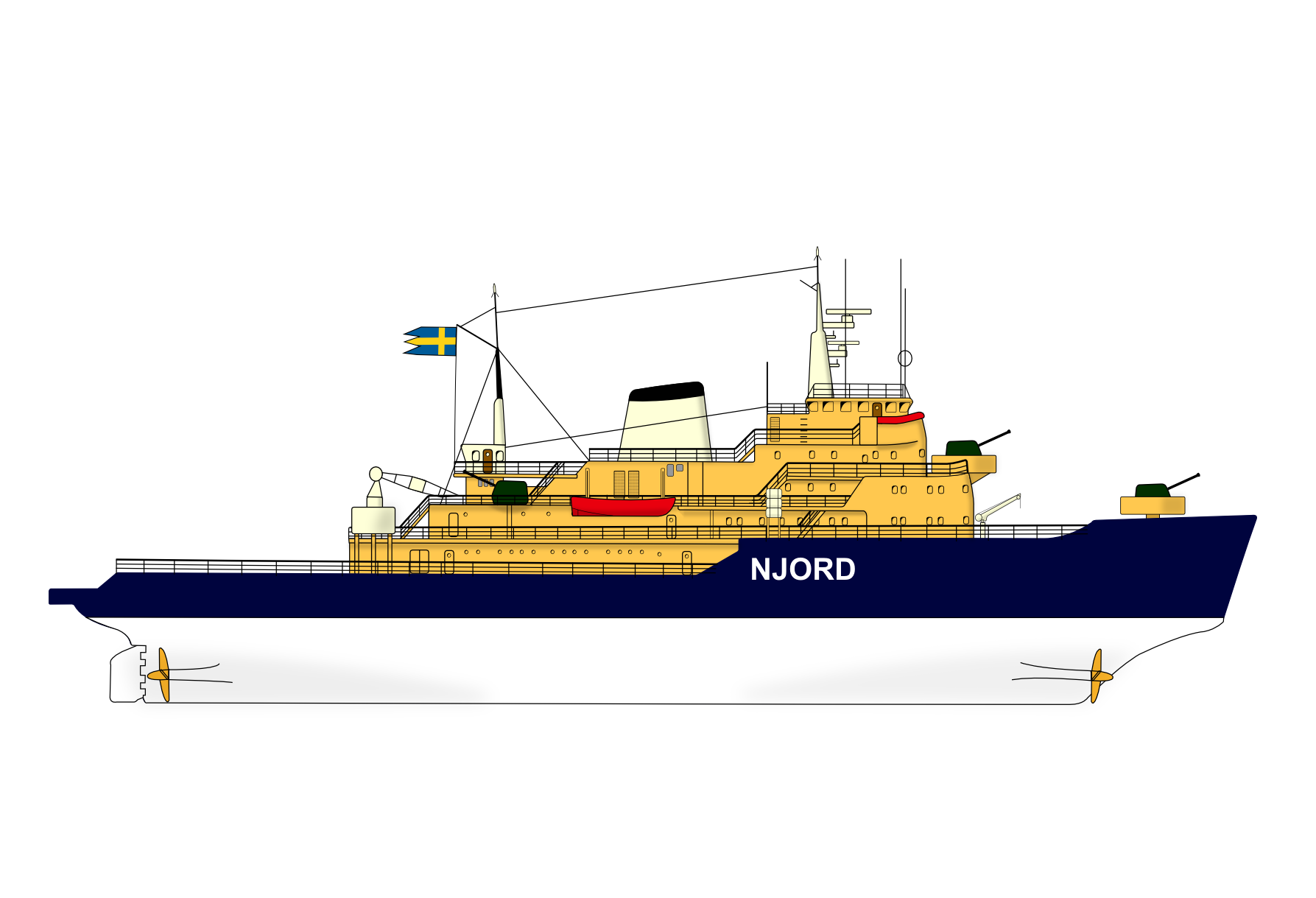
Seitenansicht des Schiffes
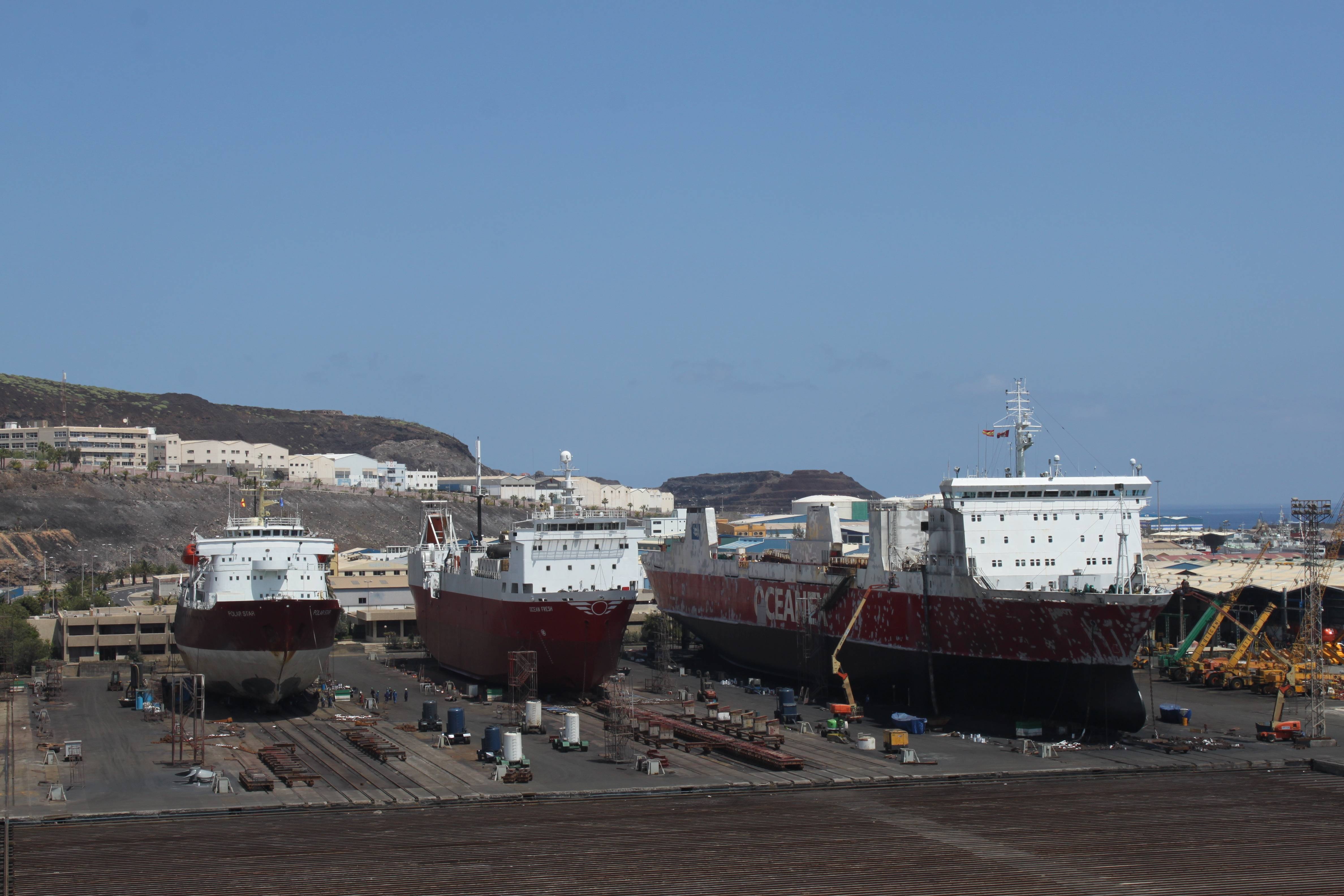
In der Werft in Las Palmas/Gran Canaria